# Willi Boskovsky
Willi Boskovsky, född 16 juni 1909 i Wien, död 21 april 1991 i Visp i Schweiz, var en österrikisk violinist och dirigent. Han är mest känd för att under många år ha varit konsertmästare vid Wienerfilharmonikerna, och för att ha dirigerat nyårskonserten från Wien under åren 1955-1979.

## Biografi
Boskovsky utbildades vid Universität für Musik und darstellende Kunst Wien, och avslutade sin utbildning där 1926. År 1932 blev han medlem av Wienerfilharmonikerna och under åren 1939-1971 var han konsertmästare för denna orkester. 1935 blev han professor i violinspel vid Wiener Musikakademie och samma år konsertmästare i orkestern vid Wiener Staatsoper. Han efterträdde Clemens Krauss som dirigent för nyårskonserten från Wien, ett uppdrag som han hade under åren 1955-1979. Han dirigerade orkestern enligt gammal tradition som så kallad Stehgeiger, det vill säga dirigerande konsertmästare med fiolen i hand. Han var också chefsdirigent för Wiener Johann Strauss Orchester från 1969 till sin död.
Boskovsky var även aktiv på kammarmusikens område. Han ledde såväl Boskovskykvartetten och Wieneroktetten och gjorde tillsammans med dessa flera berömda inspelningar. Han var en framträdande uttolkare av Wolfgang Amadeus Mozarts musik. Han spelade in alla violinsonaterna tillsammans med pianisten Lili Kraus och samtliga pianotrior tillsammans med Kraus och Nikolaus Hübner.

## Inspelningar
Boskovskys huvudsakliga skivmärke var Decca. Ett urval av hans inspelningar är följande:
- Antonín Dvořák: Stråkkvartett nr 3 i E-dur op 51 (LXT 2601).
- Franz Schubert: Oktett F-dur op 166 (LXT 2983). (Decca CD 466580).
- Schubert: Forellkvintetten, med Walter Panhoffer (piano) (LXT 2533). (utgiven 1950). (Pearl CD 0129).
- Schubert: Forellkvintetten, med Clifford Curzon (LXT 5433).
- Ludwig van Beethoven, Septett Ess-dur op 20 (78-varv, AX 306-10 (10 sidor), Ace of Diamonds SDD 200). (utgiven 1950). (Testament CD 1261).
- Johannes Brahms: Klarinettkvintett op 115. (LXT 2858; Testament CD 1282).
- Louis Spohr: Nonett op 31 (LXT 2782). (Testament CD 1261).
- Spohr, Oktett op 32 (LXT 5294). (Decca CD 466580).
- Felix Mendelssohn: Oktett Ess-dur op 20 (LXT 2870).
- Conradin Kreutzer: Septett Ess-dur op 62 (LXT 2628).
- Marcel Poot: Oktett (LXT 5294).
- Wolfgang Amadeus Mozart: Klarinettkvintett A-dur K 581 (LXT 5032). (Testament CD 1282).
- Mozart: Stråkkvintett Ess-dur K 452 (LXT 5293).
- Mozart: Pianotrio Ess-dur K 498, med Walter Panhoffer (LXT 5293).
- Mozart: Divertimento F-dur K 247 (LX 3105 (78-varv)). (utgiven 1953).
- Mozart: Divertimento B-dur K 287 (LXT 5112).
- Mozart: Divertimento D-dur K 334 (med Otto Nitsch, valthorn), (LXT 2542). (utgiven 1950). (Pearl CD 0129).
- Mozart: Samtliga danser och marscher. Tillsammans med Wiener Mozart-Ensemble. (Philips Complete Mozart Edition vol. 6 422506-2) (Inspelningar ursprungligen av Decca under åren 1964-66).
- Johann Strauss d.y. m.fl.: Urval av valser m.m. tillsammans med Wiener Johann Strauss-Orchester m.fl. (EMI 5860192, 6 CD).
- Familjen Strauss: Urval av valser m.m. tillsammans med Wiener Philharmoniker (Decca 4552542, 6 CD).

Willi Boskovsky spelar violinsolot i Clemens Krauss inspelning av Richard Strauss Ein Heldenleben (Decca LP ACL 241).